# Cubryński Żleb

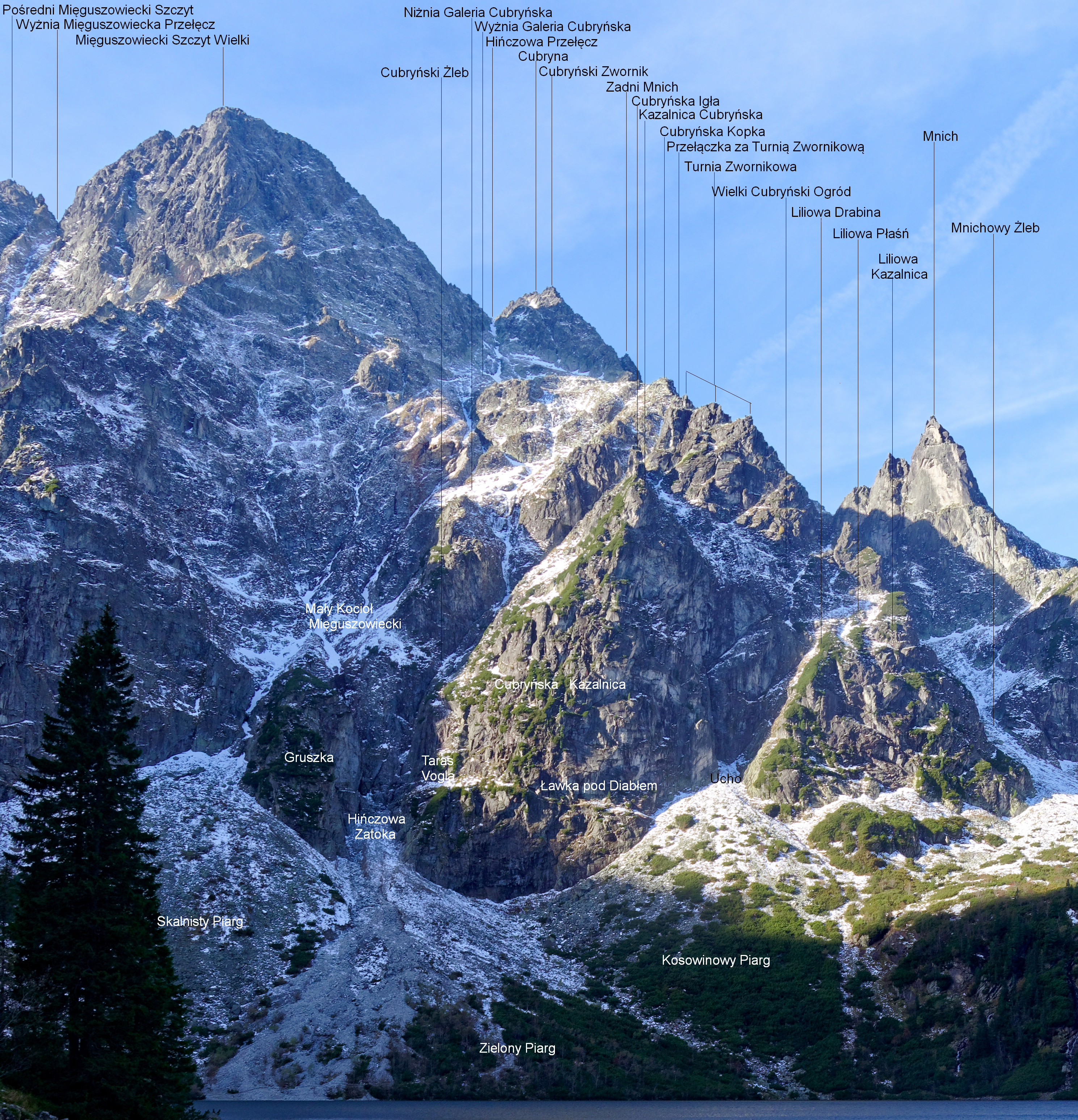
Cubryński Żleb wśród opisanych obiektów

Cubryński Żleb (słow. Čubrinský žľab, węg. Csubrinai-folyosó) – duży żleb w masywie Cubryny nad Morskim Okiem w polskich Tatrach Wysokich. Opada spod Hińczowej Przełęczy (2323 m) do Hińczowej Zatoki położonej powyżej górnego końca Zielonego Piargu nad Morskim Okiem. Tworzy granicę oddzielająca masyw Wielkiego Szczytu Mięguszowieckiego (2438 m) od Cubryny (2376 m).
Cubryński Żleb ma początek w wielkiej depresji poniżej Hińczowej Przełęczy. W najwyższej części ma szerokie koryto wypełnione czerwonawym piargiem i kilka niewielkich i łatwych do ominięcia progów. Na tym odcinku śnieg w żlebie utrzymuje się do połowy lata. Wielką Galerię Cubryńską przecina po orograficznie prawej stronie płytkim i piarżystym korytem. Pomiędzy nią a niżej położonym Małym Bańdziochem (Małym Kotłem Mięguszowieckim) tworzy głęboki i wąski kanion o stromych ścianach i kilku niewielkich progach. W obrębie trawiastego Małego Bańdziocha wrzyna się piarżystym korytem na głębokość kilku metrów. Do Hińczowej Zatoki opada wielkim i pionowym progiem o wysokości około 60 m. W zimie na progu tym powstają jedne z najdłuższych nad Morskim Okiem lodospadów. Są bardzo atrakcyjne dla wspinaczy lodowcowych, jednak ich użyteczność wspinaczkowa jest niewielka z powodu występującego prawie bez przerwy zagrożenia lawinowego. Cubryńskim Żlebem schodzą zarówno lawiny śnieżne, jak i kamienne. Latem na progu po większych opadach tworzy się ogromny wodospad. Stale osuwające się Cubryńskim Żlebem okruchy skalne spowodowały powstanie u jego wylotu wielkiego Zielonego Piargu. Miejsce to znane jest także ratownikom TOPR-u – Cubryńskim Żlebem czasami spadają turyści i taternicy.
Cubryński Żleb ma jedną tylko odnogę. Podchodzi ona pod ostrze wschodniego filara Turni Zwornikowej. Do Cubryńskiego Żlebu opada gładkim progiem o wysokości 30 m. Zimą na progu tym tworzy się lodospad.